# Ballet de la Nuit

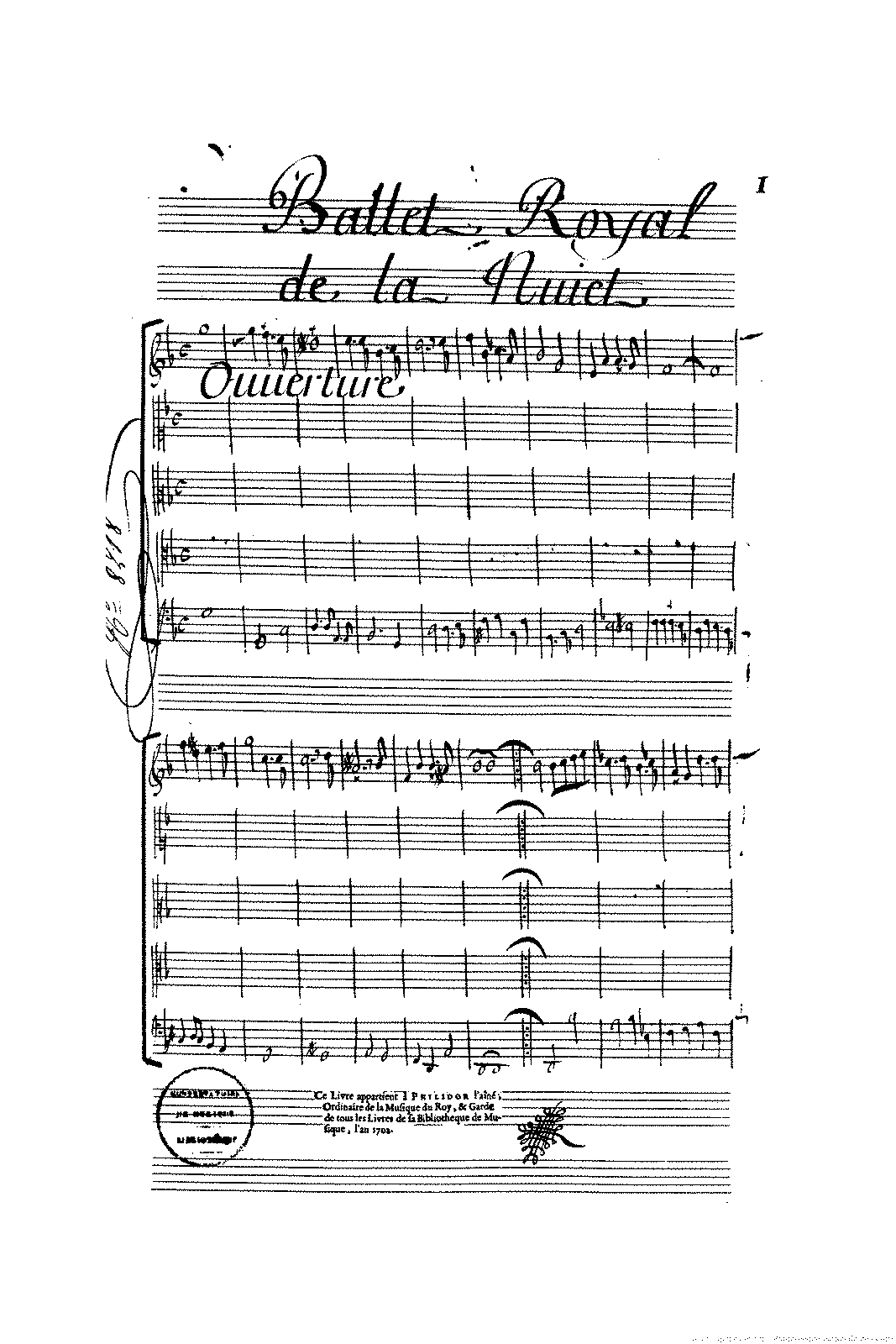
Tiêu đề trang Ballet de la Nuit

Ballet de la Nuit (Ballet of the Night, tạm dịch: Vở ba lê đêm) là một vở ba lê của Jean-Baptiste Boësset, Jean de Cambefort, Michel Lambert và Jean-Baptiste Lully, là một vở ba lê hoàng gia được công diễn vào ngày 23 tháng 2 năm 1953 tại viện bảo tàng Louvre. Một cảnh trong vở ba lê xuất hiện trong phim Le Roi danse.